# Championnats du monde d'athlétisme 2019
Navigation
Les 17es Championnats du monde d'athlétisme se déroulent du 27 septembre au 6 octobre 2019 à Doha, au Qatar. En anglais, le nom officiel de la compétition est  « 2019 IAAF World Championships ».
Le Qatar accueille pour la première fois cet événement sportif, organisé depuis 1983 par l'Association internationale des fédérations d'athlétisme (IAAF) et, pour cette édition, par Qatar Athletics Federation (QAF). Les compétitions sur route (marathon et marche) se déroulent dans les rues de Doha, tandis que l'ensemble des autres épreuves se déroule au sein du Khalifa International Stadium.
Cette édition 2019 compte 49 épreuves : 24 féminines, 24 masculines et pour la première fois une épreuve mixte, le relais 4 × 400 m.
Les critiques ont été très sévères concernant le lieu des épreuves, car les tribunes étaient vides, la chaleur a perturbé les épreuves et il y a eu des soupçons de dopage et de corruption.

## Organisation

### Sélection de la ville hôte
Trois villes étaient candidates à cette organisation : Barcelone, Doha et Eugene. Une commission d'évaluation mandatée par l'IAAF visite les trois sites en octobre et novembre 2014.
La ville hôte a été choisie à Monaco le 18 novembre 2014, par le Conseil de l'IAAF. Le choix a été réalisé en 2 tours : à l'issue du 1er tour, Barcelone fut éliminée (avec 6 voix, contre 12 pour Doha et 9 pour Eugene) ; puis Doha fut élue ville hôte par 15 voix contre 12 pour sa rivale américaine.
Il s'agissait notamment de la 2e candidature consécutive de la capitale qatarie, après sa défaite pour l'élection des Mondiaux d’athlétisme 2017, remportée alors par Londres.
Le 18 novembre 2016, une enquête du Monde tend à démontrer que cette sélection aurait été achetée par des versements de 3,5 millions de dollars versés en octobre et novembre 2011 selon le fisc américain, au fils de Lamine Diack, l'ancien président de la fédération internationale. En mars 2019, dans le cadre de cette affaire, le directeur général de BeIn Sports, Yousef Al-Obaidly et l'ancien président de l'IAAF Lamine Diack sont mis en examen par la justice française pour corruption. Quant au président du PSG Nasser al-Khelaïfi, il est placé sous le statut de temoin assisté.
Les Championnats d'Asie d'athlétisme 2019 qui se déroulent en avril 2019 constituent l’épreuve-test.

### Sites de la compétition
Le stade Khalifa et celui d’échauffement possèdent une nouvelle piste de type Mondotrack WS, fabriquée et installée par la société Mondo en janvier 2018, société qui avait aussi fabriqué celles des Jeux de Pékin (2008) et des championnats du monde de Daegu (2011). L’originalité consiste en son coloris, rose, une première.

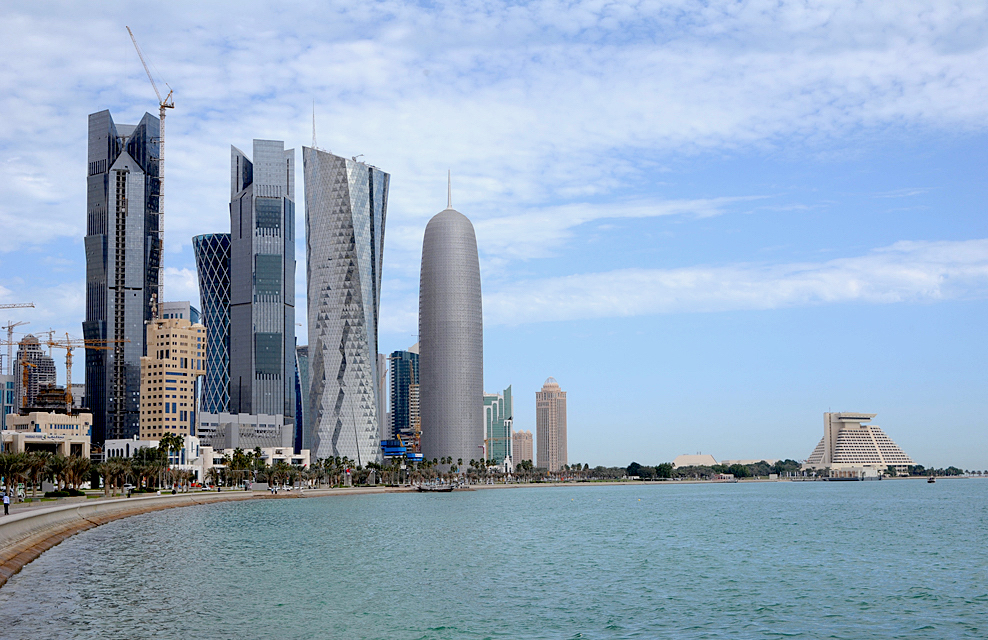
Vue de la corniche de Doha où se déroulent les épreuves de marche et de marathon.

### Calendrier
| Date         | Heure française | Heure locale | Sexe              | Épreuve                | Tour                   |
| ------------ | --------------- | ------------ | ----------------- | ---------------------- | ---------------------- |
| 27 septembre | 15:30           | 16:30        | H                 | Saut en Longueur       | Qualification          |
| 27 septembre | 15:35           | 16:35        | H                 | 100 m                  | Séries                 |
| 27 septembre | 15:40           | 16:40        | F                 | Lancer du Marteau      | Qualification Groupe A |
| 27 septembre | 16:10           | 17:10        | F                 | 800 m                  | Séries                 |
| 27 septembre | 16:30           | 17:30        | F                 | Saut à la Perche       | Qualification          |
| 27 septembre | 17:05           | 18:05        | H                 | 100 m                  | Séries                 |
| 27 septembre | 17:10           | 18:10        | F                 | Lancer du Marteau      | Qualification Groupe B |
| 27 septembre | 17:40           | 18:40        | F                 | Saut en Hauteur        | Qualification          |
| 27 septembre | 18:00           | 19:00        | F                 | 3 000 m Steeple-chase  | Séries                 |
| 27 septembre | 18:25           | 19:25        | H                 | Triple Saut            | Qualification          |
| 27 septembre | 18:55           | 19:55        | H                 | 5 000 m                | Séries                 |
| 27 septembre | 19:30           | 20:30        | H                 | 400 m Haies            | Séries                 |
| 27 septembre | 22:59           | 23:59        | F                 | Marathon               | Finale                 |
| 28 septembre | 15:15           | 16:15        | H                 | Lancer du Disque       | Qualification Groupe A |
| 28 septembre | 15:30           | 16:30        | F                 | 100 m                  | Séries                 |
| 28 septembre | 16:15           | 17:15        | H                 | 800 m                  | Séries                 |
| 28 septembre | 16:30           | 17:30        | H                 | Saut à la Perche       | Qualification          |
| 28 septembre | 16:45           | 17:45        | H                 | Lancer du Disque       | Qualification Groupe B |
| 28 septembre | 17:05           | 18:05        | H                 | 400 m Haies            | Demi-finales           |
| 28 septembre | 17:45           | 18:45        | H                 | 100 m                  | Demi-finales           |
| 28 septembre | 18:15           | 19:15        | F                 | 800 m                  | Demi-finales           |
| 28 septembre | 18:25           | 19:25        | F                 | Lancer du Marteau      | Finale                 |
| 28 septembre | 19:00           | 20:00        | X                 | 4 × 400 m Relais       | Séries                 |
| 28 septembre | 19:40           | 20:40        | H                 | Saut en Longueur       | Finale                 |
| 28 septembre | 20:10           | 21:10        | F                 | 10 000 m               | Finale                 |
| 28 septembre | 21:15           | 22:15        | H                 | 100 m                  | Finale                 |
| 28 septembre | 22:30           | 23:30        | H                 | 50 km Marche           | Finale                 |
| 28 septembre | 22:30           | 23:30        | F                 | 50 km Marche           | Finale                 |
| 29 septembre |                 |              |                   |                        |                        |
| 19:01        | 20:01           | F            | Saut à la Perche  | Finale                 |                        |
| 19:05        | 20:05           | H            | 200 m             | Séries                 |                        |
| 20:20        | 21:20           | F            | 100 m             | Demi-finales           |                        |
| 20:45        | 21:45           | H            | Triple Saut       | Finale                 |                        |
| 20:55        | 21:55           | H            | 800 m             | Demi-finales           |                        |
| 21:35        | 22:35           | X            | 4 × 400 m Relais  | Finale                 |                        |
| 22:20        | 23:20           | F            | 100 m             | Finale                 |                        |
| 22:59        | 23:59           | F            | 20 km marche      | Finale                 |                        |
| 30 septembre |                 |              |                   |                        |                        |
| 15:30        | 16:30           | F            | Lancer du Javelot | Qualification Groupe A |                        |
| 16:05        | 17:05           | F            | 200 m             | Séries                 |                        |
| 17:00        | 18:00           | F            | Lancer du Javelot | Qualification Groupe B |                        |
| 17:20        | 18:20           | F            | 400 m             | Séries                 |                        |
| 19:05        | 20:05           | H            | 110 m Haies       | Séries                 |                        |
| 19:30        | 20:30           | F            | Saut en Hauteur   | Finale                 |                        |
| 19:50        | 20:50           | H            | 200 m             | Demi-finales           |                        |
| 20:15        | 21:15           | H            | Lancer du Disque  | Finale                 |                        |
| 20:20        | 21:20           | H            | 5 000 m           | Finale                 |                        |
| 20:50        | 21:50           | F            | 3 000 m steeple   | Finale                 |                        |
| 21:10        | 22:10           | F            | 800 m             | Finale                 |                        |
| 21:40        | 22:40           | H            | 400 m Haies       | Finale                 |                        |
| 1er octobre  |                 |              |                   |                        |                        |
| 15:30        | 16:30           | H            | Lancer du Marteau | Qualification Groupe A |                        |
| 15:35        | 16:35           | H            | 400 m             | Séries                 |                        |
| 15:50        | 16:50           | H            | Saut en Hauteur   | Qualification          |                        |
| 16:30        | 17:30           | F            | 400 m Haies       | Séries                 |                        |
| 17:00        | 18:00           | H            | Lancer du Marteau | Qualification Groupe B |                        |
| 17:15        | 18:15           | H            | 3 000 m steeple   | Séries                 |                        |
| 19:05        | 20:05           | H            | Saut à la Perche  | Finale                 |                        |
| 19:50        | 20:50           | F            | 400 m             | Demi-finales           |                        |
| 20:20        | 21:20           | F            | Lancer du Javelot | Finale                 |                        |
| 20:35        | 21:35           | F            | 200 m             | Demi-finales           |                        |
| 21:10        | 22:10           | H            | 800 m             | Finale                 |                        |
| 21:40        | 22:40           | H            | 200 m             | Finale                 |                        |
| 2 octobre    |                 |              |                   |                        |                        |
| 15:35        | 16:35           | H            | 100 m             | Décathlon              |                        |
| 15:45        | 16:45           | F            | Lancer du Poids   | Qualification          |                        |
| 16:05        | 17:05           | F            | 100 m Haies       | Heptathlon             |                        |
| 16:30        | 17:30           | H            | Saut en Longueur  | Décathlon              |                        |
| 16:35        | 17:35           | F            | 1 500 m           | Séries                 |                        |
| 17:00        | 18:00           | F            | Lancer du Disque  | Qualification Groupe A |                        |
| 17:15        | 18:15           | F            | Saut en Hauteur   | Heptathlon             |                        |
| 17:25        | 18:25           | F            | 5 000 m           | Séries                 |                        |
| 17:50        | 18:50           | H            | Lancer du Poids   | Décathlon              |                        |
| 18:25        | 19:25           | F            | Lancer du Disque  | Qualification Groupe B |                        |
| 19:05        | 20:05           | H            | 110 m Haies       | Demi-finales           |                        |
| 19:30        | 20:30           | F            | Lancer du Poids   | Heptathlon             |                        |
| 19:35        | 20:35           | H            | 400 m             | Demi-finales           |                        |
| 19:40        | 20:40           | H            | Saut en Hauteur   | Décathlon              |                        |
| 20:05        | 21:05           | F            | 400 m Haies       | Demi-finales           |                        |
| 20:40        | 21:40           | H            | Lancer du Marteau | Finale                 |                        |
| 20:50        | 21:50           | F            | 200 m             | Heptathlon             |                        |
| 21:35        | 22:35           | F            | 200 m             | Finale                 |                        |
| 22:00        | 23:00           | H            | 110 m Haies       | Finale                 |                        |
| 22:15        | 23:15           | H            | 400 m             | Décathlon              |                        |
| 3 octobre    |                 |              |                   |                        |                        |
| 15:35        | 16:35           | H            | 110 m Haies       | Décathlon              |                        |
| 15:40        | 16:40           | F            | Triple Saut       | Qualification          |                        |
| 16:30        | 17:30           | H            | Lancer du Disque  | Décathlon Groupe A     |                        |
| 17:15        | 18:15           | F            | Saut en Longueur  | Heptathlon             |                        |
| 17:35        | 18:35           | H            | Lancer du Disque  | Décathlon Groupe B     |                        |
| 18:05        | 19:05           | H            | Saut à la Perche  | Décathlon Groupe A     |                        |
| 18:20        | 19:20           | H            | Lancer du Poids   | Qualification Groupe A |                        |
| 19:05        | 20:05           | H            | Saut à la Perche  | Décathlon Groupe B     |                        |
| 19:10        | 20:10           | F            | Lancer du Javelot | Heptathlon             |                        |
| 19:40        | 20:40           | H            | Lancer du Poids   | Qualification Groupe B |                        |
| 21:00        | 22:00           | H            | 1 500 m           | Séries                 |                        |
| 21:05        | 22:05           | H            | Lancer du Javelot | Décathlon Groupe A     |                        |
| 21:35        | 22:35           | F            | Lancer du Poids   | Finale                 |                        |
| 22:00        | 23:00           | F            | 1 500 m           | Demi-finales           |                        |
| 22:10        | 23:10           | H            | Lancer du Javelot | Décathlon Groupe B     |                        |
| 22:50        | 23:50           | F            | 400 m             | Finale                 |                        |
| 23:05        | 00:05           | F            | 800 m             | Heptathlon             |                        |
| 23:25        | 00:25           | H            | 1 500 m           | Décathlon              |                        |
| 4 octobre    |                 |              |                   |                        |                        |
| 19:05        | 20:05           | H            | 1 500 m           | Demi-finales           |                        |
| 19:15        | 20:15           | H            | Saut en Hauteur   | Finale                 |                        |
| 19:40        | 20:40           | F            | 4 × 100 m Relais  | Séries                 |                        |
| 20:00        | 21:00           | F            | Lancer du Disque  | Finale                 |                        |
| 20:05        | 21:05           | H            | 4 × 100 m Relais  | Séries                 |                        |
| 20:30        | 21:30           | F            | 400 m Haies       | Finale                 |                        |
| 20:45        | 21:45           | H            | 3 000 m steeple   | Finale                 |                        |
| 21:20        | 22:20           | H            | 400 m             | Finale                 |                        |
| 22:30        | 23:30           | H            | 20 km Marche      | Finale                 |                        |
| 5 octobre    |                 |              |                   |                        |                        |
| 15:30        | 16:30           | H            | Lancer du Javelot | Qualification Groupe A |                        |
| 16:15        | 17:15           | F            | 100 m Haies       | Séries                 |                        |
| 16:50        | 17:50           | F            | Saut en Longueur  | Qualification          |                        |
| 17:00        | 18:00           | H            | Lancer du Javelot | Qualification Groupe B |                        |
| 18:55        | 19:55           | F            | 4 × 400 m Relais  | Séries                 |                        |
| 19:05        | 20:05           | H            | Lancer du Poids   | Finale                 |                        |
| 19:25        | 20:25           | H            | 4 × 400 m Relais  | Séries                 |                        |
| 19:35        | 20:35           | F            | Triple Saut       | Finale                 |                        |
| 19:55        | 20:55           | F            | 1 500 m           | Finale                 |                        |
| 20:25        | 21:25           | F            | 5 000 m           | Finale                 |                        |
| 21:05        | 22:05           | F            | 4 × 100 m Relais  | Finale                 |                        |
| 21:15        | 22:15           | H            | 4 × 100 m Relais  | Finale                 |                        |
| 22:59        | 23:59           | H            | Marathon          | Finale                 |                        |
| 6 octobre    |                 |              |                   |                        |                        |
| 18:02        | 19:02           | F            | 100 m Haies       | Demi-finales           |                        |
| 18:15        | 19:15           | F            | Saut en Longueur  | Finale                 |                        |
| 18:40        | 19:40           | H            | 1 500 m           | Finale                 |                        |
| 18:55        | 19:55           | H            | Lancer du Javelot | Finale                 |                        |
| 19:00        | 20:00           | H            | 10 000 m          | Finale                 |                        |
| 19:50        | 20:50           | F            | 100 m Haies       | Finale                 |                        |
| 20:15        | 21:15           | F            | 4 × 400 m Relais  | Finale                 |                        |
| 20:30        | 21:30           | H            | 4 × 400 m Relais  | Finale                 |                        |

## Participation
Après avoir envisagé dans un premier temps de baser la participation aux Championnats sur la base du « ranking » établi en classant les athlètes sur la base de leurs résultats sportifs, l’IAAF y renonce et revient au système traditionnel des minima à atteindre pendant la période de qualification.

### Critères de qualification
La période de qualification débute le 7 mars 2018 jusqu'au 6 septembre 2019 pour le 10 000 m, le marathon, les relais et les épreuves combinées. Pour les autres épreuves, la période s'étend du 7 septembre 2018 au 6 septembre 2019.
| Épreuve                | Hommes                                                                            | Femmes                                                                            |
| ---------------------- | --------------------------------------------------------------------------------- | --------------------------------------------------------------------------------- |
| 100 m                  | 10 s 10                                                                           | 11 s 24                                                                           |
| 200 m                  | 20 s 40                                                                           | 23 s 02                                                                           |
| 400 m                  | 45 s 30                                                                           | 51 s 80                                                                           |
| 800 m                  | 1 min 45 s 80                                                                     | 2 min 0 s 60                                                                      |
| 1 500 m (Mile)         | 3 min 36 s 00 (3 min 53 s 10)                                                     | 4 min 6 s 50 (4 min 25 s 20)                                                      |
| 5 000 m                | 13 min 22 s 50                                                                    | 15 min 22 s 00                                                                    |
| 10 000 m               | 27 min 40 s 00                                                                    | 31 min 50 s 00                                                                    |
| Marathon               | 2 h 16 min 0 s                                                                    | 2 h 37 min 0 s                                                                    |
| 100 m haies            |                                                                                   | 12 s 98                                                                           |
| 110 m haies            | 13 s 46                                                                           |                                                                                   |
| 400 m haies            | 49 s 30                                                                           | 56 s 00                                                                           |
| 3 000 m steeple        | 8 min 29 s 00                                                                     | 9 min 40 s 00                                                                     |
| Relais 4 × 100 m       | 10 pays qualifiés lors des Relais mondiaux 2019 + les 6 meilleurs temps 2018-2019 | 10 pays qualifiés lors des Relais mondiaux 2019 + les 6 meilleurs temps 2018-2019 |
| Relais 4 × 400 m       | 10 pays qualifiés lors des Relais mondiaux 2019 + les 6 meilleurs temps 2018-2019 | 10 pays qualifiés lors des Relais mondiaux 2019 + les 6 meilleurs temps 2018-2019 |
| Relais 4 × 400 m mixte | 12 pays qualifiés lors des Relais mondiaux 2019 + les 4 meilleurs temps 2018-2019 | 12 pays qualifiés lors des Relais mondiaux 2019 + les 4 meilleurs temps 2018-2019 |
| 20 km marche           | 1 h 22 min 30 s                                                                   | 1 h 33 min 30 s                                                                   |
| 50 km marche           | 3 h 59 min 0 s                                                                    | 4 h 30 min 0 s                                                                    |
| Saut en hauteur        | 2,30 m                                                                            | 1,94 m                                                                            |
| Saut à la perche       | 5,71 m                                                                            | 4,56 m                                                                            |
| Saut en longueur       | 8,17 m                                                                            | 6,72 m                                                                            |
| Triple saut            | 16,95 m                                                                           | 14,20 m                                                                           |
| Lancer du poids        | 20,70 m                                                                           | 18,00 m                                                                           |
| Lancer du disque       | 65,00 m                                                                           | 61,20 m                                                                           |
| Lancer du marteau      | 76,00 m                                                                           | 71,00 m                                                                           |
| Lancer du javelot      | 83,00 m                                                                           | 61,50 m                                                                           |
| Décathlon              | 8 200 pts                                                                         |                                                                                   |
| Heptathlon             |                                                                                   | 6 300 pts                                                                         |

## Compétition
Cette édition des championnats verra deux innovations : l'épreuve du relais 4 × 400 m mixte, en clôture des compétitions, une première qui servira aussi de sélection pour la même épreuve lors des Jeux olympiques de 2020, et l’horaire nocturne des deux marathons qui partiront à minuit exactement en raison de la chaleur régnante. De même pour cette raison, les sessions de compétition matinales seront reportées à l’après-midi avec des sessions scindées en deux parties.

### Forfaits
Le 5 juin 2019, le champion d'Europe du décathlon, l'Allemand Arthur Abele, déclare forfait à la suite d'une blessure au pied[réf. nécessaire]. Deux semaines plus tard, son rival Rico Freimuth, vice-champion du monde en titre, annonce à son tour son forfait.
Le 6 juin 2019, le triple médaillé olympique et triple champion d’Europe Mahiedine Mekhissi-Benabbad annonce son absence en raison d'une blessure au tendon d'Achille.
Le 12 juillet 2019, la double championne du monde en titre du lancer du marteau, Anita Włodarczyk, annonce son forfait à la suite d'une blessure au genou et au dos.
Le 18 juillet 2019, la médaillée de bronze en titre du 100 m haies, l'Allemande Pamela Dutkiewicz, déclare forfait pour les mondiaux à la suite d'une blessure.
Le 30 juillet 2019, la sprinteuse allemande Lisa Mayer annonce son forfait pour des raisons de santé.
Le 31 juillet 2019, officiellement empêchée de participer à des compétitions allant du 800 m au mile (1 609 m) sans prendre de médicaments, la tenante du titre sur 800 m Caster Semenya ne sera pas aux mondiaux.
Le 6 août 2019, la championne du monde en titre du 100 m haies Sally Pearson annonce à la surprise générale la fin de sa carrière sportive. Elle sera donc absente des mondiaux. Le même jour, la Britannique Eilidh Doyle annonce sa première grossesse et manquera les mondiaux.
Le 19 août 2019, la sprinteuse allemande Laura Müller annonce à son tour son forfait pour des raisons de santé, un autre coup dur pour l'Allemagne.
Le 20 août 2019, l'Allemand David Storl, champion du monde 2011 et 2013 du lancer du poids, décide de déclarer forfait en raison de ses blessures récurrentes, et souhaite donner la priorité aux Jeux olympiques de 2020.
Le 29 août 2019, la Belge Cynthia Bolingo, spécialiste du 400 m, fait part de son forfait à la suite d'une blessure au tendon d'Achille.
Le 2 septembre 2019, la médaillée de bronze des Jeux olympiques de 2016 du saut à la perche, la Néo-zélandaise Eliza McCartney, décide de faire l'impasse sur les mondiaux après une saison difficile.
Le même jour, le champion du monde en titre du 400 m, Wayde van Niekerk, annonce son forfait en raison d'une blessure au genou.
Le 3 septembre 2019, le coureur de 400 m Jonathan Borlée annonce son absence à la suite d'une blessure à l'entraînement.
Le 4 septembre 2019, la championne du monde en salle du saut en longueur, Ivana Španović, déclare forfait à cause d'une blessure contractée au meeting de Berlin une semaine auparavant.
Le 5 septembre 2019, le champion du monde et d'Europe en titre du relais 4 × 100 m, le Britannique Chijindu Ujah, annonce son forfait en raison d'une blessure au dos.
Le même jour, la médaillée de bronze européenne en titre du saut en hauteur et 4e des derniers mondiaux, Marie-Laurence Jungfleisch, et le hurdleur Gregor Traber, annoncent leurs forfaits respectivement pour blessure au pied et au dos, s'ajoutant ainsi à la liste noire des forfaits pour l'Allemagne. Le vice-champion d'Europe en titre du saut à la perche, Timour Morgounov, déclare également forfait après une saison blanche.
Le 14 septembre 2019, la demi-fondeuse polonaise Sofia Ennaoui annonce son forfait sur conseils de son coach.
Le 16 septembre 2019, le champion du monde en titre du 1 500 m, Elijah Manangoi, déclare forfait à la suite d'une blessure à la cheville.
Le 18 septembre 2019, la championne du monde junior du 400 m, l'Indienne Hima Das, fait l'impasse sur les mondiaux en raison d'une blessure au dos.
Le 19 septembre 2019, en raison d'une fasciite plantaire, la championne du monde 2015 et recordwoman du monde du 1 500 m Genzebe Dibaba déclare forfait.
Le 20 septembre 2019, le champion d'Europe en titre du 10 000 m, Morhad Amdouni, inscrit à Doha pour le marathon, déclare forfait pour blessure.
Le 21 septembre 2019, le champion du monde en titre du 20 km marche, le Colombien Éider Arévalo, annonce son forfait pour blessure.
Le 25 septembre 2019, le sprinteur français Christophe Lemaitre annonce son forfait sur 200 m pour un retard dans sa préparation.

### Dopage
Durant les semaines précédant les mondiaux, plusieurs athlètes qualifiés et sélectionnés sont suspendus pour violations des règles antidopage : Maryna Arzamasava, Andressa de Morais, Michelle-Lee Ahye, Carina Horn, Dilchod Nazarov, Albert Rop.

### La règle de testostérone
Les trois médaillées olympiques au 800 mètres féminin ont toutes été exclues des Championnats du monde d'athlétisme 2019 en vertu des règles de l'IAAF relatives à la testostérone. Caster Semenya, Francine Niyonsaba et Margaret Wambui ont toutes reconnu qu'elles avaient un trouble du développement sexuel qui leur avait permis de produire des taux de testostérone supérieurs aux limites fixées par l'IAAF pour la compétition féminine. Les règles de l'IAAF stipulent que ces athlètes doivent prendre des médicaments réduisant la testostérone afin de participer aux courses féminines. L'appel interjeté par Caster Semenya devant le Tribunal arbitral du sport (TAS) contre cette règle était en cours au moment des championnats du monde. Les trois athlètes ont refusé d'adhérer à la décision de l'IAAF et ne pouvaient donc pas participer. Lors de sa prise la décision en mai 2019 de faire respecter les règles de l'IAAF, le TAS que cela est discriminatoire à l'égard des athlètes avec un Troubles du développement sexuel , mais aussi que cette action discriminatoire est « un moyen nécessaire, raisonnable et proportionné pour atteindre l'objectif légitime d'assurer une concurrence loyale dans l'athlétisme féminin ». Une athlète kényane, la championne nationale du 800 m, Jackline Wambui, a également été exclue de la sélection pour le Kenya après avoir refusé de se soumettre à un test de testostérone.

### Faits marquants

#### 2 octobre
En demi-finales du 400 mètres masculin, l'Américain Michael Norman termine dernier de sa série et est éliminé. Gêné par la chute du Jamaïcain Omar McLeod alors qu'il est en 3e position en finale du 110 mètres haies, l'Espagnol Orlando Ortega — qui termine finalement 5e de la course — reçoit une médaille de bronze sur le podium. Au lancer du marteau masculin, le Polonais Wojciech Nowicki reçoit la médaille de bronze en même temps que le Hongrois Bence Halász après appel de sa Fédération.

#### 3 octobre
La Bahreïnie Salwa Eid Naser réalise la 3e meilleure performance de l'histoire sur le 400 m féminin avec un temps de 48 s 14. L'heptathlon est remporté par la Britannique Katarina Johnson-Thompson qui établit un nouveau record de Grande-Bretagne. Après l'abandon sur blessure du champion du monde en titre le Français Kevin Mayer, le décathlon est remporté par l'Allemand Niklas Kaul, qui devient à 21 ans le plus jeune champion du monde de la discipline. La championne du monde en titre, la Chinoise Gong Lijiao, conserve son titre au lancer du poids féminin avec un jet à 19,55 m.

#### 4 octobre
Au 400 mètres haies féminin, l'Américaine Dalilah Muhammad bat son propre record du monde en 52 s 16. La remise des médailles du saut en hauteur masculin — remporté par le Qatari Mutaz Essa Barshim — qui devait se dérouler juste après le concours est finalement repoussée au lendemain, le stade s'étant vidé entre-temps. Sur le 3 000 m steeple masculin, le Kényan Conseslus Kipruto conserve son titre mondial pour un centième de seconde devant l'Éthiopien Lamecha Girma et réalise la deuxième meilleure performance de l'histoire des championnats sur la distance.

#### 5 octobre
Lors de l'avant-dernier jour de la compétition, la Néerlandaise Sifan Hassan remporte l'or sur le 1 500 mètres féminin, quelques jours après avoir remporté le titre sur le 10 000 mètres féminin et réalise un doublé historique. Sur cette course, elle réalise également la sixième meilleure performance de l'histoire et bat le record des championnats. Lors de la finale du lancer du poids masculin, les trois premiers (Joe Kovacs, Ryan Crouser et Tomas Walsh) se tiennent à 1 cm de distance (22,91 m pour le premier contre 22,90 m pour les deuxième et troisième). Sur le 5 000 mètres féminin, la Kényane Hellen Obiri conserve son titre et bat le record des championnats du monde en 14 min 26 s 72, effaçant la marque de Almaz Ayana datant de 2015. Sur le 100 m haies féminin, la championne olympique en titre, l'Américaine Brianna McNeal fait un faux départ lors de sa série et est disqualifiée. En qualifications du lancer du javelot masculin, le champion olympique Thomas Röhler ne réussit pas à se qualifier pour la finale.

### Podiums

#### Hommes
| Épreuves                  | Or | Argent | Bronze |
| ------------------------- | --- | --- | --- |
| 100 m Détails             | Christian Coleman 9 s 76 (WL, PB) | Justin Gatlin 9 s 89 | Andre De Grasse 9 s 90 (PB) |
| 200 m Détails             | Noah Lyles 19 s 83 | Andre De Grasse 19 s 95 | Álex Quiñónez 19 s 98 |
| 400 m Détails             | Steven Gardiner 43 s 48 (NR) | Anthony Zambrano 44 s 15 (AR) | Fred Kerley 44 s 17 |
| 800 m Détails             | Donavan Brazier 1 min 42 s 34 (CR, AR) | Amel Tuka 1 min 43 s 47 (SB) | Ferguson Cheruiyot Rotich 1 min 43 s 82                                                                                           |
| 1 500 m Détails           | Timothy Cheruiyot 3 min 29 s 26 | Taoufik Makhloufi 3 min 31 s 38 (SB)                                                                                                | Marcin Lewandowski 3 min 31 s 46 (NR)                                                                                             |
| 5 000 m Détails           | Muktar Edris 12 min 58 s 85 (SB) | Selemon Barega 12 min 59 s 70 | Mohammed Ahmed 13 min 01 s 11 |
| 10 000 m Détails          | Joshua Cheptegei 26 min 48 s 36 (WL) | Yomif Kejelcha 26 min 49 s 34 (PB)                                                                                                  | Rhonex Kipruto 26 min 50 s 32 |
| Marathon Détails          | Lelisa Desisa 2 h 10 min 40 s (SB) | Mosinet Geremew 2 h 10 min 44 s | Amos Kipruto 2 h 10 min 51 s |
| 20 km marche Détails      | Toshikazu Yamanishi 1 h 26 min 34 s | Vasiliy Mizinov 1 h 26 min 49 s | Perseus Karlström 1 h 27 min 00 s                                                                                                 |
| 50 km marche Détails      | Yūsuke Suzuki 4 h 4 min 20 s | João Vieira 4 h 4 min 59 s | Evan Dunfee 4 h 5 min 02 s |
| 110 m haies Détails       | Grant Holloway 13 s 10 | Sergueï Choubenkov 13 s 15 | Pascal Martinot-Lagarde 13 s 18 Orlando Ortega 13 s 30                                                                            |
| 400 m haies Détails       | Karsten Warholm 47 s 42 | Rai Benjamin 47 s 66 | Abderrahman Samba 48 s 03 |
| 3 000 m steeple Détails   | Conseslus Kipruto 8 min 1 s 35 (WL) | Lamecha Girma 8 min 1 s 36 (NR) | Soufiane El Bakkali 8 min 3 s 76 (SB)                                                                                             |
| 4 × 100 m Détails         | États-Unis Christian Coleman Justin Gatlin Mike Rodgers Noah Lyles 37 s 10 (WL) Participation aux séries : Cravon Gillespie                                   | Grande-Bretagne Adam Gemili Zharnel Hughes Richard Kilty Nethaneel Mitchell-Blake 37 s 36 (AR)                                      | Japon Shūhei Tada Kirara Shiraishi Yoshihide Kiryū Abdul Hakim Sani Brown 37 s 43 (AR) Participation aux séries : Yūki Koike      |
| 4 × 400 m Détails         | États-Unis Fred Kerley Michael Cherry Wilbert London Rai Benjamin 2 min 56 s 69 (WL) Participation aux séries : Tyrell Richard Vernon Norwood Nathan Strother | Jamaïque Akeem Bloomfield Nathon Allen Terry Ricardo Thomas Demish Gaye 2 min 57 s 90 (SB) Participation aux séries : Javon Francis | Belgique Jonathan Sacoor Robin Vanderbemden Dylan Borlée Kevin Borlée 2 min 58 s 78 (SB) Participation aux séries : Julien Watrin |
| Saut en hauteur Détails   | Mutaz Essa Barshim 2,37 m (WL) | Mikhaïl Akimenko 2,35 m (PB) | Ilya Ivanyuk 2,35 m (PB) |
| Saut à la perche Détails  | Sam Kendricks 5,97 m | Armand Duplantis 5,97 m | Piotr Lisek 5,87 m |
| Saut en longueur Détails  | Tajay Gayle 8,69 m (WL, NR) | Jeff Henderson 8,39 m (SB) | Juan Miguel Echevarría 8,34 m |
| Triple saut Détails       | Christian Taylor 17,92 m (SB) | Will Claye 17,74 m | Hugues Fabrice Zango 17,66 m (AR)                                                                                                 |
| Lancer du poids Détails   | Joe Kovacs 22,91 m (CR) | Ryan Crouser 22,90 m (PB) | Tomas Walsh 22,90 m (AR) |
| Lancer du disque Détails  | Daniel Ståhl 67,59 m | Fedrick Dacres 66,94 m | Lukas Weißhaidinger 66,82 m |
| Lancer du marteau Détails | Paweł Fajdek 80,50 m | Quentin Bigot 78,19 m (SB) | Bence Halász 78,18 m Wojciech Nowicki 77,69                                                                                       |
| Lancer du javelot Détails | Anderson Peters 86,89 m | Magnus Kirt 86,21 m | Johannes Vetter 85,37 m |
| Décathlon Détails         | Niklas Kaul 8 691 points (PB) | Maicel Uibo 8 604 points (PB) | Damian Warner 8 529 points |

#### Femmes
| Épreuves                  | Or | Argent | Bronze |
| ------------------------- | --- | --- | --- |
| 100 m Détails             | Shelly-Ann Fraser-Pryce 10 s 71 (WL) | Dina Asher-Smith 10 s 83 (NR) | Marie-Josée Ta Lou 10 s 90 |
| 200 m Détails             | Dina Asher-Smith 21 s 88 (NR) | Brittany Brown 22 s 22 (PB) | Mujinga Kambundji 22 s 51 |
| 400 m Détails             | Salwa Eid Naser 48 s 14 (WL, AR) | Shaunae Miller-Uibo 48 s 37 (AR) | Shericka Jackson 49 s 47 (PB) |
| 800 m Détails             | Halimah Nakaayi 1 min 58 s 04 (NR) | Raevyn Rogers 1 min 58 s 18 (SB) | Ajeé Wilson 1 min 58 s 84 |
| 1 500 m Détails           | Sifan Hassan 3 min 51 s 95 (CR, AR) | Faith Kipyegon 3 min 54 s 22 (NR) | Gudaf Tsegay 3 min 54 s 38 (PB) |
| 5 000 m Détails           | Hellen Obiri 14 min 26 s 72 (CR) | Margaret Chelimo Kipkemboi 14 min 27 s 49 (PB) | Konstanze Klosterhalfen 14 min 28 s 43 |
| 10 000 m Détails          | Sifan Hassan 30 min 17 s 62 (WL) | Letesenbet Gidey 30 min 21 s 23 (PB) | Agnes Tirop 30 min 25 s 20 (PB) |
| Marathon Détails          | Ruth Chepngetich 2 h 32 min 43 s | Rose Chelimo 2 h 33 min 46 s | Helalia Johannes 2 h 34 min 15 s |
| 20 km marche Détails      | Liu Hong 1 h 32 min 53 s | Qieyang Shenjie 1 h 33 min 10 s | Yang Liujing 1 min 33 min 17 s |
| 50 km marche Détails      | Liang Rui 4 h 23 min 26 s | Li Maocuo 4 h 26 min 40 s | Eleonora Giorgi 4 h 29 min 13 s |
| 100 m haies Détails       | Nia Ali 12 s 34 (PB) | Kendra Harrison 12 s 46 | Danielle Williams 12 s 47 |
| 400 m haies Détails       | Dalilah Muhammad 52 s 16 (WR) | Sydney McLaughlin 52 s 23 (PB) | Rushell Clayton 53 s 74 (PB) |
| 3 000 m steeple Détails   | Beatrice Chepkoech 8 min 57 s 84 (CR) | Emma Coburn 9 min 02 s 35 (PB) | Gesa Felicitas Krause 9 min 03 s 30 (NR) |
| 4 × 100 m Détails         | Jamaïque Natalliah Whyte Shelly-Ann Fraser-Pryce Jonielle Smith Shericka Jackson 41 s 44 (WL) Participation aux séries : Natasha Morrison                                              | Grande-Bretagne Asha Philip Dina Asher-Smith Ashleigh Nelson Daryll Neita 41 s 85 (SB)                                                                            | États-Unis Dezerea Bryant Teahna Daniels Morolake Akinosun Kiara Parker 42 s 10 (SB)                                                             |
| 4 × 400 m Détails         | États-Unis Phyllis Francis Sydney McLaughlin Dalilah Muhammad Wadeline Jonathas 3 min 18 s 92 (WL) Participation aux séries : Jessica Beard Allyson Felix Kendall Ellis Courtney Okolo | Pologne Iga Baumgart-Witan Patrycja Wyciszkiewicz Małgorzata Hołub-Kowalik Justyna Święty-Ersetic 3 min 21 s 89 (NR) Participation aux séries : Anna Kiełbasińska | Jamaïque Anastasia Le-Roy Tiffany James Stephenie Ann McPherson Shericka Jackson 3 min 22 s 37 (SB) Participation aux séries : Roneisha McGregor |
| Saut en hauteur Détails   | Mariya Lasitskene 2,04 m | Yaroslava Mahuchikh 2,04 m (WJR) | Vashti Cunningham 2,00 m (PB) |
| Saut à la perche Détails  | Anzhelika Sidorova 4,95 m (WL, PB) | Sandi Morris 4,90 m (SB) | Ekateríni Stefanídi 4,85 m (SB) |
| Saut en longueur Détails  | Malaika Mihambo 7,30 m (WL, PB) | Maryna Bekh-Romanchuk 6,92 m (SB) | Ese Brume 6,91 m |
| Triple saut Détails       | Yulimar Rojas 15,37 m | Shanieka Ricketts 14,92 m | Caterine Ibargüen 14,73 m |
| Lancer du poids Détails   | Gong Lijiao 19,55 m | Danniel Thomas-Dodd 19,47 m | Christina Schwanitz 19,17 m |
| Lancer du disque Détails  | Yaime Pérez 69,17 m | Denia Caballero 68,44 m | Sandra Perković 66,72 m |
| Lancer du marteau Détails | DeAnna Price 77,54 m | Joanna Fiodorow 76,35 m (PB) | Wang Zheng 74,76 m |
| Lancer du javelot Détails | Kelsey-Lee Barber 66,56 m | Liu Shiying 65,88 m (SB) | Lü Huihui 65,49 m |
| Heptathlon Détails        | Katarina Johnson-Thompson 6 981 points (WL, NR) | Nafissatou Thiam 6 677 points | Verena Preiner 6 560 points |

#### Mixte
| Épreuves          | Or | Argent | Bronze                                                                                       |
| ----------------- | --- | --- | -------------------------------------------------------------------------------------------- |
| 4 × 400 m Détails | États-Unis Wilbert London Allyson Felix Courtney Okolo Michael Cherry 3 min 9 s 34 (WR) Participation aux séries : Tyrell Richard Jessica Beard Jasmine Blocker Obi Igbokwe | Jamaïque Nathon Allen Roneisha McGregor Tiffany James Javon Francis 3 min 11 s 78 (NR) Participation aux séries : Janieve Russell | Bahreïn Musa Isah Aminat Yusuf Jamal Salwa Eid Naser Abbas Abubakar Abbas 3 min 11 s 82 (AR) |

### Tableau des médailles
Ci-dessous le classement final. Les médailles des athlètes neutres autorisés sont indiquées pour information mais ne figurent pas dans le tableau officiel.
| Rang | Nation                     | Or | Argent | Bronze | Total |
| ---- | -------------------------- | -- | ------ | ------ | ----- |
| 1    | États-Unis                 | 14 | 11     | 4      | 29    |
| 2    | Kenya                      | 5  | 2      | 4      | 11    |
| 3    | Jamaïque                   | 3  | 5      | 4      | 12    |
| 4    | Chine                      | 3  | 3      | 3      | 9     |
| 5    | Éthiopie                   | 2  | 5      | 1      | 8     |
| –    | Athlètes neutres autorisés | 2  | 3      | 1      | 6     |
| 6    | Grande-Bretagne            | 2  | 3      | 0      | 5     |
| 7    | Allemagne                  | 2  | 0      | 4      | 6     |
| 8    | Japon                      | 2  | 0      | 1      | 3     |
| 9    | Pays-Bas                   | 2  | 0      | 0      | 2     |
| 9    | Ouganda                    | 2  | 0      | 0      | 2     |
| 11   | Pologne                    | 1  | 2      | 3      | 6     |
| 12   | Bahreïn                    | 1  | 1      | 1      | 3     |
| 12   | Cuba                       | 1  | 1      | 1      | 3     |
| 12   | Suède                      | 1  | 1      | 1      | 3     |
| 15   | Bahamas                    | 1  | 1      | 0      | 2     |
| 16   | Qatar                      | 1  | 0      | 1      | 2     |
| 17   | Australie                  | 1  | 0      | 0      | 1     |
| 17   | Grenade                    | 1  | 0      | 0      | 1     |
| 17   | Norvège                    | 1  | 0      | 0      | 1     |
| 17   | Venezuela                  | 1  | 0      | 0      | 1     |
| 21   | Estonie                    | 0  | 2      | 0      | 2     |
| 21   | Ukraine                    | 0  | 2      | 0      | 2     |
| 23   | Canada                     | 0  | 1      | 4      | 5     |
| 24   | Belgique                   | 0  | 1      | 1      | 2     |
| 24   | Colombie                   | 0  | 1      | 1      | 2     |
| 24   | France                     | 0  | 1      | 1      | 2     |
| 27   | Algérie                    | 0  | 1      | 0      | 1     |
| 27   | Bosnie-Herzégovine         | 0  | 1      | 0      | 1     |
| 27   | Portugal                   | 0  | 1      | 0      | 1     |
| 30   | Autriche                   | 0  | 0      | 2      | 2     |
| 31   | Burkina Faso               | 0  | 0      | 1      | 1     |
| 31   | Côte d'Ivoire              | 0  | 0      | 1      | 1     |
| 31   | Croatie                    | 0  | 0      | 1      | 1     |
| 31   | Équateur                   | 0  | 0      | 1      | 1     |
| 31   | Espagne                    | 0  | 0      | 1      | 1     |
| 31   | Grèce                      | 0  | 0      | 1      | 1     |
| 31   | Hongrie                    | 0  | 0      | 1      | 1     |
| 31   | Italie                     | 0  | 0      | 1      | 1     |
| 31   | Maroc                      | 0  | 0      | 1      | 1     |
| 31   | Namibie                    | 0  | 0      | 1      | 1     |
| 31   | Nigeria                    | 0  | 0      | 1      | 1     |
| 31   | Nouvelle-Zélande           | 0  | 0      | 1      | 1     |
| 31   | Suisse                     | 0  | 0      | 1      | 1     |

Ce tableau comprend les médailles remportées par les Athlètes neutres autorisés. En revanche, les athlètes regroupés sous cette bannière ne sont pas classés dans le tableau car ils ne représentent pas officiellement une nation.

### Records

#### Records mondiaux
| Épreuve            | Record            | Record                                                                    | Record       | Record précédent  | Record précédent | Record précédent                                                    | Record précédent |
| Épreuve            | Date              | Athlète(s)                                                                | Performance  | Date              | Lieu             | Athlète(s)                                                          | Performance      |
| ------------------ | ----------------- | ------------------------------------------------------------------------- | ------------ | ----------------- | ---------------- | ------------------------------------------------------------------- | ---------------- |
| 4 x 400 m mixte    | 29 septembre 2019 | États-Unis Wilbert London III Allyson Felix Courtney Okolo Michael Cherry | 3 min 9 s 34 | 28 septembre 2019 | Doha             | États-Unis Tyrell Richard Jessica Beard Jasmine Blocker Obi Igbokwe | 3 min 12 s 42    |
| 400 mètres haies F | 4 octobre 2019    | Dalilah Muhammad                                                          | 52 s 16      | 28 août 2019      | Des Moines       | Dalilah Muhammad                                                    | 52 s 20          |

#### Records des championnats
| Épreuve              | Record            | Record             | Record         | Record précédent   | Record précédent | Record précédent  | Record précédent |
| Épreuve              | Date              | Athlète(s)         | Performance    | Date               | Lieu             | Athlète(s)        | Performance      |
| -------------------- | ----------------- | ------------------ | -------------- | ------------------ | ---------------- | ----------------- | ---------------- |
| 3 000 mètres steeple | 30 septembre 2019 | Beatrice Chepkoech | 8 min 57 s 84  | 11 août 2017       | Londres          | Emma Coburn       | 9 min 2 s 58     |
| 800 mètres           | 2 octobre 2019    | Donavan Brazier    | 1 min 42 s 34  | 1er septembre 1987 | Rome             | Billy Konchellah  | 1 min 43 s 06    |
| 400 mètres haies     | 4 octobre 2019    | Dalilah Muhammad   | 52 s 16        | 20 août 2009       | Berlin           | Melaine Walker    | 54 s 42          |
| Lancer du poids      | 5 octobre 2019    | Joe Kovacs         | 22,91 m        | 29 août 1987       | Rome             | Werner Günthör    | 22,23 m          |
| 1 500 mètres         | 5 octobre 2019    | Sifan Hassan       | 3 min 51 s 95  | 31 août 2003       | Paris            | Tatyana Tomashova | 3 min 58 s 52    |
| 5 000 mètres         | 5 octobre 2019    | Hellen Obiri       | 14 min 26 s 72 | 30 août 2015       | Pékin            | Almaz Ayana       | 14 min 26 s 83   |

#### Records continentaux
| Épreuve     | Record            | Record               | Record      | Record précédent | Record précédent | Record précédent     | Record précédent |
| Épreuve     | Date              | Athlète(s)           | Performance | Date             | Lieu             | Athlète(s)           | Performance      |
| ----------- | ----------------- | -------------------- | ----------- | ---------------- | ---------------- | -------------------- | ---------------- |
| Triple saut | 29 septembre 2019 | Hugues Fabrice Zango | 17,66 m     | 2 juillet 2019   | Saint-Étienne    | Hugues Fabrice Zango | 17,50 m          |

#### Records nationaux
- 100 m F :
  -  Dina Asher-Smith : 10 s 83
  -  Sarswati Chaudhary : 12 s 72
- 100 m H :
  -  Stern Noel Liffa : 10 s 72 (séries)
  -  Dinesh Kumar Dhakal : 11 s 64 (séries)
- 200 m H :
  -  Noureddine Hadid : 20 s 84 (séries)
  -  Ahmed Al Yaari : 22 s 37
- 200 m F :
  -  Aminatou Seyni : 22 s 58 (séries)
- 400 m F :
  -  Salwa Eid Naser : 48 s 14
  -  Shaunae Miller-Uibo : 48 s 37
- 400 m H :
  -  Jessy Franco : 47 s 41 (séries)
  -  Anthony Zambrano : 44 s 55 (demi-finale) / 44 s 15 (finale)
  -  Steven Gardiner : 43 s 48
- 800 m F :
  -  Halimah Nakaayi : 1 min 58 s 04
- 800 m H :
  -  Donavan Brazier : 1 min 42 s 34
- 1 500 m F :
  -  Sifan Hassan : 3 min 51 s 95
  -  Shelby Houlihan : 3 min 54 s 99
  -  Gabriela Debues-Stafford : 3 min 56 s 12
  -  Faith Kipyegon : 3 min 54 s 22
  -  Maria Pia Fernandez : 4 min 09 s 45 (séries)
- 400 m H :
  -  Todiasoa Franck Rabearison : 46 s 80 (séries)
  -  Abdelmalik Lahoulou : 48 s 39 (demi-finale)
  - Lea Sprunger : 54 s 06
- 110 m haies H :
  - Jason Joseph : 13 s 39 (séries)
- 100 m haies F :
  -  Marthe Koala : 13 s 05 (série de l'heptathlon)
  -  Andrea Vargas : 12 s 68 (séries) / 12 s 65 (demi-finales) / 12 s 64 (finale)
  -  Nadine Visser : 12 s 62 (demi-finales)
- 400 m haies H :
  -  Abdelmalik Lahoulou : 48 s 39  (demi-finales)
  -  Andrea Ercolani Volta : 52 s 60 (séries)
- 400 m haies F :
  -  Amalie Iuel : 54 s 72 (séries)
  -  Sage Watson : 54 s 32 (demi-finale)
- 1 500 m M :
  -  Marcin Lewandowski : 3 min 31 s 46
  -  Kalle Berglund : 3 min 33 s 70
- 3 000 m steeple F :
  -  Anna Emilie Møller : 9 min 18 s 92 (séries) / 9 min 13 s 46
  -  Luiza Gega : 9 min 19 s 93
  -  Gesa Felicitas Krause : 9 min 03 s 30
- 3 000 m steeple M :
  -  Avinash Sable : 8 min 25 s 23 (séries) / 3 min 21 s 37 (finale)
  -  Lamecha Girma : 8 min 01 s 36
- 10 00 m M :
  -  Mohammed Ahmed : 26 min 59 s 35
  -  Yemaneberhan Crippa : 27 min 10 s 76
- Triple saut H :
  -  Hugues Fabrice Zango : 17 m 66
- Lancer du poids H :
  -  Tomas Walsh : 22,91 m
- 4 x 100 m F :
  -  Italie : 42 s 90 (séries)
  -  Suisse : 42 s 18
- 4 x 400 m H :
  -  Colombie : 3 min 01 s 06 (séries) / 2 min 59 s 50
- 4 x 400 m F :
  -  Belgique : 3 min 26 s 58 (séries)
  -  Pologne : 3 min 21 s 89
- 4 x 400 m mixte :
  -  Brésil : 3 min 16 s 12 (séries)
  -  Bahreïn : 3 min 12 s 74 (séries) / 3 min 11 s 82
  -  Belgique : 3 min 16 s 16 (séries) / 3 min 14 s 22
  -  Canada : 3 min 16 s 76 (séries)
  -  France : 3 min 17 s 17 (séries)
  -  Jamaïque : 3 min 12 s 73 (séries) / 3 min 11 s 78
  -  Japon : 3 min 18 s 77
  -  Pologne : 3 min 12 s 33
  -  Royaume-Uni : 3 min 12 s 80 (séries) / 3 min 12 s 17
- Lancer du javelot F :
  -  Annu Rani : 62,43 m
- Lancer du javelot M :
  -  Norbert Rivasz-Tóth : 83,42 m (qualifications)
  -  Arshad Nadeem : 81,52 m (qualifications)
- Lancer du disque H :
  -  Apóstolos Paréllis : 66,32 m
- Lancer du poids H :
  -  Tomas Walsh : 22,91 m
- Saut à la perche F :
  -  Angelica Bengtsson : 4.80 m
  -  Robeilys Peinado : 4.70 m
  -  Iryna Zhuk : 4.70 m
- Saut en longueur H :
  -  Tajay Gayle : 8,69 m
- Triple saut H :
  -  Hugues Fabrice Zango : 17 m 66
- Heptathlon :
  -  Odile Ahouanwanou : 6 210 points
  -  Katarina Johnson-Thompson : 6 981 points

## Légende
Records et Performances
- AR : Record continental (area record)
- CR : Record des championnats (championship record)
- MR : Record du meeting (meet record)
- NR : Record national (national record)
- OR : Record olympique (olympic record)
- PR : Record paralympique (paralympic record)
- PB : Record personnel (personal best)
- SB : Meilleure performance personnelle de la saison (season's best)
- WL : Meilleure performance mondiale de l'année (world leader)
- WJR : Record du monde junior (world junior record)
- WR : Record du monde (world record)

Circonstances et Conditions
- DNF : N'a pas terminé (did not finish)
- DNS : N'a pas pris le départ (did not start)
- DQ : Disqualification (disqualification)
- NM : Aucun essai valable enregistré (No Mark)
- Q : Qualifié « directement » au prochain tour (ou à la prochaine compétition), lors d'une compétition majeure, grâce au classement ou à la réalisation des minima (automatic qualifier)
- q : Qualifié au prochain tour (ou à la prochaine compétition), lors d'une compétition majeure, grâce au repêchage ou à la réalisation de l'une des meilleures performances parmi celles des « non qualifiés directement » (grâce au meilleur temps ou à la meilleure distance par exemple) (secondary qualifier)